# Warmensteinacher Forst-Nord
Warmensteinacher Forst-Nord är ett kommunfritt område i Landkreis Bayreuth i Regierungsbezirk Oberfranken i förbundslandet Bayern i Tyskland.